# تیساکاراد
تیساکاراد (به مجاری:  Tiszakarád) یک شهرداری در مجارستان است که در ناحیه تسیگاند واقع شده‌است. تیساکاراد ۴۷٫۵۷ کیلومتر مربع مساحت و ۲٬۳۵۰ نفر جمعیت دارد.